# Discosporium acaciae
Discosporium acaciae är en svampart som beskrevs av B. Sutton & E.M. Davison 1983. Discosporium acaciae ingår i släktet Discosporium, divisionen sporsäcksvampar och riket svampar.   Inga underarter finns listade i Catalogue of Life.